# Alphonse Louis Nicolas Borrelly
Alphonse Louis Nicolas Borrelly, francoski astronom, * 8. december 1842, Roquemaure, Francija, † 28. februar 1926.

## Življenje in delo
Borelly je deloval na Observatoriju v Marseillu. Odkril je 18 asteroidov, 18 kometov, med njimi periodični komet 19P/Borrelly, in leta 1871 6 galaksij: NGC 2268, NGC 2300, NGC 2715, NGC 3853, NGC 3933 in NGC 3934. Uporabljal je 7,2 palčni (183 mm) refraktor.

## Priznanja
Poimenovanja
Po njem se imenuje asteroid 1539 Borrelly.